# Belo Polje (okręg rasiński)
Belo Polje (cyr. Бело Поље) – wieś w Serbii, w okręgu rasińskim, w gminie Brus. W 2011 roku liczyła 32 mieszkańców.